# Prodecatoma flavescens
Prodecatoma flavescens är en stekelart som beskrevs av William Harris Ashmead 1904. Prodecatoma flavescens ingår i släktet Prodecatoma och familjen kragglanssteklar. Inga underarter finns listade i Catalogue of Life.